# لوحة ملكة الجنوب
لوحة ملكة الجنوب (بالإندونيسية: Lukisan Ratu Kidul)‏ هو فيلم رعب إثارة إندونيسي تم إصداره في 4 أبريل 2019. هذا الفيلم من بطولة وفدا سعيفان.

## طاقم العمل
- وفدا سعيفان

## روابط خارجية
- لوحة ملكة الجنوب على موقع IMDb (الإنجليزية)
- لوحة ملكة الجنوب على موقع قاعدة بيانات الفيلم (الإنجليزية)
- لوحة ملكة الجنوب على موقع ليتربوكسد (الإنجليزية)
- لوحة ملكة الجنوب على موقع كينوبويسك (الروسية)